# 张朝阳
张朝阳（1964年10月31日—），男，陕西临潼人，祖籍河南孟津，中国大陆企业家，搜狐公司董事局主席兼首席执行官。

## 生平
1964年10月31日出生在西安，籍贯陕西西安，童年时代生活在西安东郊田王一个工厂的家属院，父母都是医生。
1986年毕业于清华大学物理系，并于同年考取李政道奖学金赴美留学。1993年在麻省理工学院获得博士学位后，在麻省理工学院继续博士后研究。1996年，张朝阳手持风险资金，回国创建了爱特信公司，该公司于1998年正式推出其品牌网站搜狐，同时更名为搜狐公司。与王志东、丁磊被称为“网络三剑客”。张朝阳现为搜狐公司董事局主席兼首席执行官。
2014年2月21日，欧美同学会·中国留学人员联谊会第七届理事会第一次会议召开，选举其出任第七届理事会副会长。